# جاكسون تي ديفيس
جاكسون تي ديفيس (بالإنجليزية: Jackson T. Davis)‏ هو مدرس وكاتب أمريكي، ولد في 25 سبتمبر 1882، وتوفي في 15 أبريل 1947.